# Ceratozamia huastecorum
{{#ifeq:0|0|{{#if:|{{#if:Ceratozamiahuastecorum|[[]}}|}}}}
Ceratozamia huastecorum — вид голонасінних рослин класу саговникоподібні (Cycadopsida).
Видовий епітет приносить данину уастекі, древнім корінним людям, які колись жили в сучасній мексиканській області Уастека.

## Опис
Стовбур в основному під землею, довжиною 10–15 см, нерозгалужений. Листків з 3 по 5, довжиною 50–70 см, розташовані в короні у вершині стебла і утворюються з 15–30 ланцетоподібних фрагментів. Чоловічі шишки зеленуваті, довжиною близько 16 см, жіночі шишки зеленувато-оливкові, циліндричні або сферичних, близько 13 см в довжину і 5 см в діаметрі. Насіння, приблизно яйцевиде, 1,2 см, вкрите білуватим покриву на початковому етапі, коричневим у кінці терміну дозрівання.

## Поширення, екологія
Країни поширення: Мексика (Веракруз). Рослини знаходяться у півтіні у важкодоступних місцях уздовж гірського хребта, на основі базальтових скельних субстратів в хмарному лісі.

## Загрози та охорона
Загрози: втрати середовища існування через розширення сільськогосподарських угідь і втрати рослин при зборі людьми для декоративних цілей.